# مود لويس
مود لويس (بالإنجليزية: Maud Lewis)‏ (ولدت في 3 مارس 1903 – 30 يوليو 1970 ): هي رسامة كندية شهيرة، عرفت برسومها التي تهتمّ برسم مظاهر الحياة الريفية والحيوانات والطبيعة.
ولدت لويس بإعاقة في ظهرها ويديها رافقتها طيلة حياتها، كما عانت طويلا من آلام المفاصل المزمنة. ورغم ذلك رسمت الفنانة عددا كبيرا من اللوحات التي تميّزت بإحساس قويّ بالموضوع وبراعة في التشكيل بفضل قوة الملاحظة والإدراك العالي لكل ما تقع عليه عيناها في الطبيعة المحيطة من صور ومؤثّرات. ولم تنظر لويس إلى نفسها يوما باعتبارها فنانة. فهي لم تتلقّ تعليما نظاميا في الفن ولم تذهب إلى غاليري يوما، لكنها كانت تمارس الرسم لأنها ببساطة كانت تجد فيه متعتها الكبرى.
أصبحت لوحات مود لويس في آخر حياتها أكثر بساطة من حيث التصميم وأكثر غنى في الألوان والخطوط. ومع نضج أسلوبها الفني أصبحت تتبنّى رؤية فنية تنحو باتجاه المزيد من التجريد. وكانت عندما تروق لها لوحة من لوحاتها أو عندما يبدي الناس إعجابا باللوحة، تباشر في رسم نسخ أخرى منها مع بعض التعديل والتحوير وبما لا يؤثّر على الفكرة الأصلية للوحة.

## الوفاة
توفّيت مود لويس في العام 1970 عن عمر ناهز السابعة والستين. وكانت حياتها موضوعا للعديد من البرامج التلفزيونية الوثائقية والكتب والسينما.

## طالع أيضًا
- فيلم ماودي

## روابط خارجية
- مود لويس على موقع IMDb (الإنجليزية)